# Ferdinand Berg
 Friedrich Otto Gustav Ferdinand Berg (* 20. November 1852 in Stralsund; † 8. August 1924 in Frankfurt am Main) war ein deutscher Verwaltungsbeamter.

## Leben

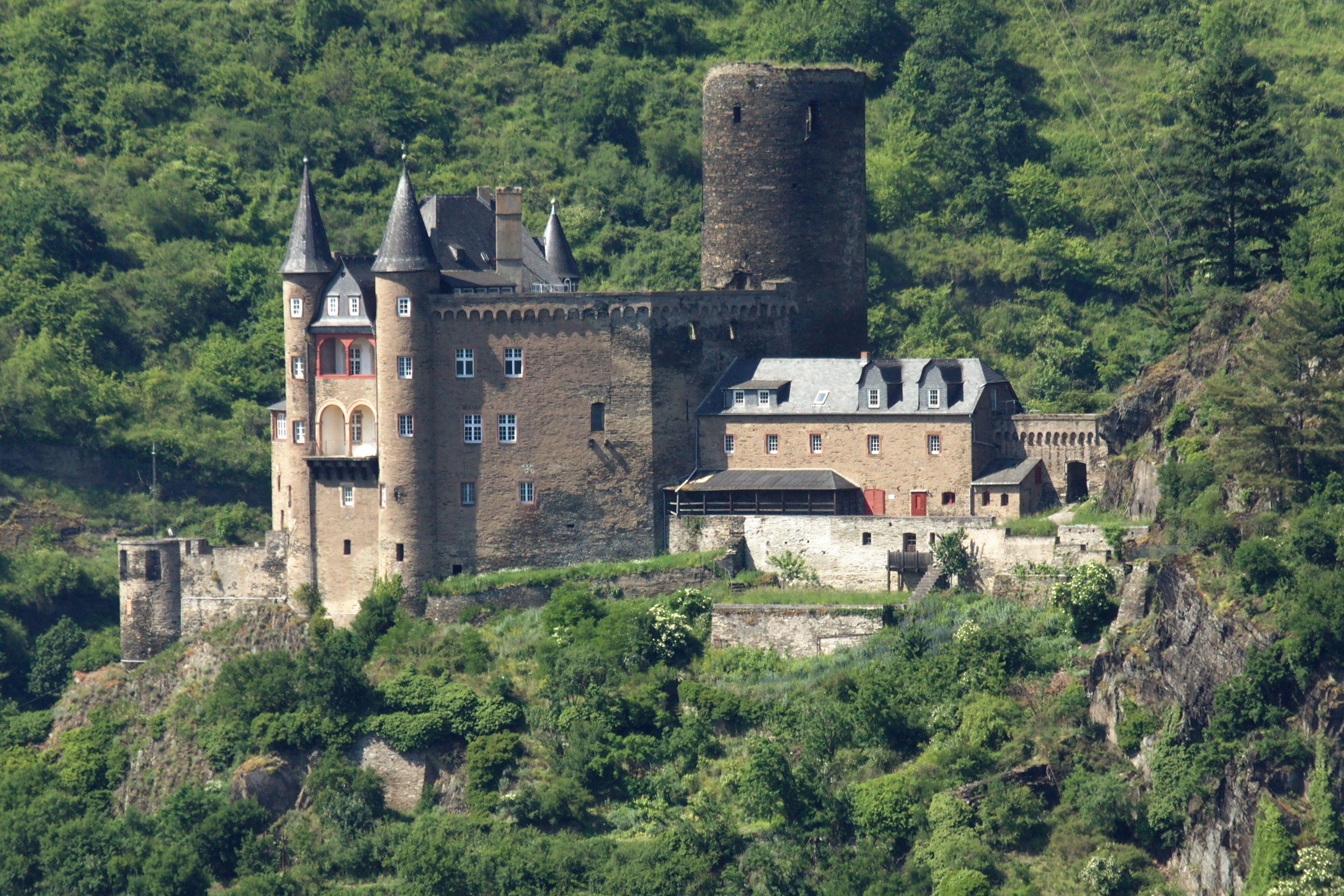
Burg Katz

Ferdinand Berg studierte an der Rheinischen Friedrich-Wilhelms-Universität Rechtswissenschaft. 1874 wurde er im Corps Saxonia Bonn recipiert. Nach dem Studium trat er in den preußischen Staatsdienst. 1889 wurde er in Itzehoe Landrat des Landkreises Steinburg. 1891 wechselte er als Landrat in den Kreis Sankt Goarshausen. Das Amt hatte er bis 1918 inne. Er erhielt den Charakter als Geheimer Regierungsrat. 1896 erwarb er die Ruine der Burg Katz, die er nach Plänen des Kölner Architekturbüros Schreiterer & Below als Wohnsitz neu aufbauen ließ.